# 闽台毛蕨
闽台毛蕨（学名：[Cyclosorus jaculosus] 错误：{{Lang}}：文本有斜体标记（帮助））为金星蕨科毛蕨属下的一个种。